# You and I (Lady Gaga-dal)
A You and I (a borító írásmódja szerint Yoü and I) Lady Gaga amerikai énekesnő dala a Born This Way (2011) című második stúdióalbumáról. A dalt Lady Gaga írta, valamint annak társproducere is volt Robert John „Mutt” Lange mellett. A You and I felhasználja a Queen 1977-es We Will Rock You című kislemezének egy részletét. Az együttes gitárosa, Brian May elektromos gitáron játszik a dalban. Az énekesnő először 2010 júniusában Elton John White Tie and Tiara Ball elnevezésű rendezvényén mutatta be. Az előadásról készült felvétel megjelent az interneten, amely pozitív kritikákat kapott, s ennek köszönhetően felkerült az énekesnő The Monster Ball Tour elnevezésű második önálló turnéjának számlistájára. A dalt később 2010 júliusában a Today című műsorban rekordszámú közönség előtt, majd 2011 májusában az Oprah Winfrey Show-ban adta elő. 2011. augusztus 23-án az Interscope Records kiadta a dalt az album negyedik kislemezeként.
A You and I egy lassú tempójú dal, amelyben zongora és elektromos gitár is felcsendül, a háttéréneket pedig Gaga és Lange biztosítja. A dal pozitív kritikai fogadtatásban részesült, és többen is a Born This Way egyik fénypontjaként jellemezték. Az album megjelenését követő magas digitális eladásoknak köszönhetően felkerült a kanadai, a brit és az amerikai kislemezlistára is. Kislemezként való megjelenése után a You and I az Egyesült Államokban, Japánban és számos más országban a legjobb tízbe került. A dal hárommillió eladott példányszámáért háromszoros platina minősítést is kapott az Egyesült Államokban. Az American Idol tizedik évadának egyik versenyzője, Haley Reinhart még az album megjelenését megelőzően, 2011 májusában előadta a You and I-t. A pozitív visszajelzéseket elért előadás felvétele digitális kislemezként megjelent az iTunes-on, és rákerült az American Idol Top 5 Season 10 válogatásalbumra. A You and I-t jelölték A legjobb szóló popénekes teljesítményért járó Grammy-díjra az 54. Grammy-díjátadón, amelyet 2012. február 12-én rendeztek meg.
A dalhoz készült videóklip szintén pozitív fogadtatásban részesült. A videót Gaga régi munkatársa, Laurieann Gibson készítette a nebraskai Springfieldben, és 2011. augusztus 16-án jelent meg. Gaga a videóban megjelenik a kislemez borítóján is látható férfi alteregójaként, Jo Calderone-ként, illetve Yüyi sellőként. Gaga később Jo Calderone-nak öltözve adta elő a dalt 2011-es MTV Video Music Awards-on, illetve a továbbiakban is szerepelt az énekesnő koncertturnéinak és koncertrezidenciáinak számlistáján.

## Háttér és kiadás

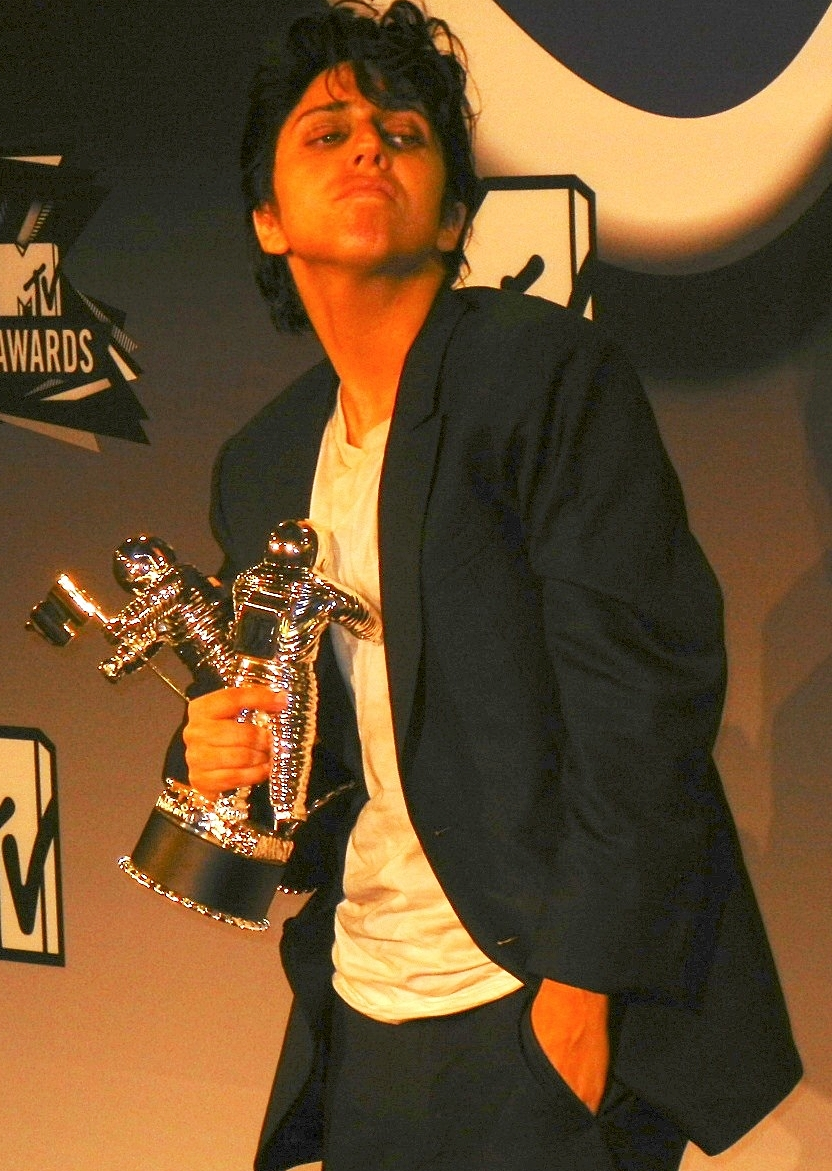
Lady Gaga férfi alteregójaként, Jo Calderone-ként a 2011-es MTV Video Music Awards-on

A You and I-t Lady Gaga írta, producere pedig Gaga mellett Robert John „Mutt” Lange volt, és egyike volt azon daloknak, amelyeket az album megjelenése előtt bemutattak. Gaga elmondta, hogy a dalt régi zongorájánál ülve New Yorkban szerezte. Az énekesnő először Elton John White Tie and Tiara Ball elnevezésű rendezvényén adta elő 2010 júniusában. Gaga ekkor elmondta, hogy a dal rock and roll-os hangzása miatt úgy véli, hogy nem fog kislemezként megjelenni, azonban mindig „nagyon kedves” marad a szívének. Az előadásról az internetre felkerült felvételek pozitív kritikai visszhangja arra ösztönözte, hogy előadja a dalt a The Monster Ball Tour elnevezésű turnéja első észak-amerikai állomásán, Montréalban. Gaga Meredith Vieirának és Ann Currynek az MSNBC-től azt mondta, hogy „a You and I-t a legfontosabb emberről írtam, akivel valaha találkoztam”, valószínúsíthetően volt barátjáról, Lüc Carlról.
Gaga 2011. július 22-én jelentette be a You and I-t a Born This Way negyedik kislemezeként. A kislemez kétféle borítóját 2011. augusztus 5-én TwitPicen keresztül osztotta meg az énekesnő, és az alábbi mondatot fűzte hozzá: „Sohasem találod meg amit a szerelemben keresel, ha nem szereted önmagadat.” A két fekete-fehér képen Lady Gaga cigarettázó férfi alteregójaként, Jo Calderone-ként látható. Calderone karaktere már 2010 júniusában megjelent egy Nick Knight fotográfus által készített és Nicola Formichetti stylist által szervezett londoni fotósorozat során. Az egyik képen a blézert és fehér pólót viselő Calderone fejét lehajtva egy cigarettát szív. A másik képen oldalról látható, ahogy éppen egy adag füstöt fúj ki.
Az ausztrál The Daily Telegraph egyik írója szerint a rosszkedvűnek és ápolatlannak tűnő Gaga „megunta botrányos nőnek lenni, és ehelyett úgy döntött, hogy nemet vált”. David Jones a RapUptól megjegyezte, hogy Gaga karaktere, Jo Calderone hasonlóan néz ki Bob Dylan zenészhez a képeken. Habár a Reuters kritikusának, Steve Pondnak nem tetszett maga a szám, de dicsérte a borítót hozzátéve, hogy „Lady Gaga szereti magát még akkor is, amikor pasinak van öltözve”.

## Kompozíció
A You and I-t egyedül Gaga írta. A dal rock, arena rock és country zenei hatásokat tartalmaz, és a brit Queen rockegyüttes gitárosa, Brian May is közreműködik benne. A dal felvételeit Nebraska állam Omaha városában a Warehouse Productions Studio-ban, illetve az Egyesült Királyságban az Allertown Hill-ben Tom Ware és Horace Ward készítette. May mellett Justin Shirley Smith játszik a dalban gitáron, míg a dal maszterizálását Gene Grimaldi végezte. További felvételi munkákban és a számítógép generálta hangok elkészítésében Olle Romo vett részt. Mielőtt 2011 áprilisában a dalban közreműködők névsorát bejelentették, Gaga elmondta, hogy „egy legenda” is részt vett a dal elkészítésében. Gaga, akinek a művészneve is imádott együttese, a Queen Radio Ga Ga című számából ered, elmondta, hogy „a földre vetette magát, egyszerre sírt és nevetett”, mikor megtudta, hogy May beleegyezett a dalban való közreműködésbe. Lange arra kérte az énekesnőt, hogy „igazán durva hangon” énekelje majd fel a dalt turnézása során. Gaga később felidézte a dal feléneklésének körülményeit: „Körülbelül 30 cigarettát szívtam el, és ledöntöttem néhány pohár Jameson-t, […] széténekeltem az agyam, miközben arra gondoltam, hogy újra kell vennünk a vokált.” Azonban Lange elégedett volt Gaga felvételével, és ezt használták fel a szám végleges vokáljának. Ware elmondta, hogy a dalt Gaga The Monster Ball Tour turnéjának 2011. március 17-dikei koncertjét követő éjszakáján vették fel. Gaga örömmel fogadta meglátásait, és ösztönözte, ami a férfi szerint nagyban hozzásegítette ahhoz, hogy a négy órás felvételi folyamatot élete legjobb munkaélményének nevezze egy hozzá hasonló hírességgel. „Nagyon kedves volt a stúdióhoz és Omahához is, ami azt illeti. Ő egy figyelemre méltó zenei ösztönökkel rendelkező éles eszű fiatal hölgy, aki a saját útját járja”, tette hozzá.
A Sony/ATV Music Publishing által kiadott kotta szerint a You and I 60 ütem/perces lassú tempóban készült. A-dúr hangnemben íródott. A dal során Gaga hangja az E3-tól a C♯5-ig terjedő hangok között szólal meg. A dal egy A–G–A akkordmenettel kezdődik, amely a refrén alatt A–Bm/A–D/A–B♯m-re változik, majd utána visszatér az előbbi akkordokhoz. A nyitó dalszöveg —„It’s been a long time since I came around/ It’s been a long time, but I’m back in town/ And this time, I’m not leaving without you” („Hosszú idő telt el, mióta erre jártam/ Hosszú idő telt el, de visszatértem/ És ezúttal nem megyek el nélküled”)—egy whiskey-vel fűtött szeretőt ír le, aki után epekedik. Gil Kaufman, az MTV News munkatársa úgy jellemezte, hogy „a dallam mellőzte a legtöbb táncos jellegű beütését, egészen egy sodró lendületű zongoraszólóig”. A hangja morgásnak tűnt a fő versszakok alatt, ahol ilyen sorokat énekel: „He said, ’Sit back down where you belong, in the corner of my bar with your high heels on, Sit back down on the couch where we made love the first time...” („Azt mondta, Ülj vissza oda, ahová tartozol, a bárpultom sarkába a magas sarkú cipőddel, Ülj vissza a kanapéra, ahol először szeretkeztünk...”).
Neil McCormick, a The Daily Telegraph munkatársa a dal élő előadásai és a stúdióváltozat közötti különbségeket kommentálva megjegyezte, hogy a zongora részeket többnyire „sistergő szintetizátorok, a We Will Rock You-ból vett, dübörgő elektromos gitárok és csillogó énekhangok váltották fel. Kitty Empire a The Guardiantól úgy írta le a dalt, mint egy „umlautokkal teli digitális country rockballadát”, két Bruce Springsteen-utalással: „born to run” és Nebraska.

## A kritikusok értékelései

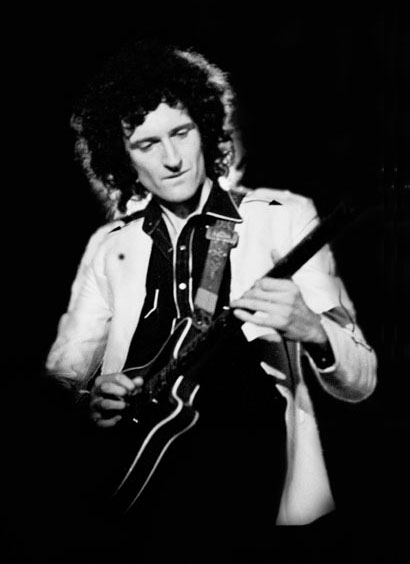
Brian May, a Queen rockegyüttes gitárosa játszott a You and I-ban

A You and I elnyerte a zenekritikusok dícséretét. Miután a dal előadásra került a White Tie and Tiara Ball-on, Leah Greenblatt az Entertainment Weekly dicsérte a dalt az „érzelmes szerelmes dal mivolta és indulatát egyre csak növelő, egy vendéglátóhely szórakoztató műsorába illő tulajdonságai” miatt, illetve mivel hiányzik belőle az „Auto-Tune, a különleges produceri munka vagy az előadásbeli trükkök”. McCormick a dal élő, és stúdió változata közti különbségeket emelte ki, és úgy vélte, hogy a stúdió verzió „nagyobb, merészebb, kevésbé gúnyosan affektív, rádióhallgatók számára készült rock ballada, amely ráveszi a tapsolásra az embereket a megtöltött stadionokban. Ez a zene nem az underground számára készült: gicces, kifényesített mainstream a középkorúaknak, egyfajta azonnali nyolcvanas évekbeli retro klasszikus, amely elcsábítja a középkorú rockereket – valószínűleg az utolsó korosztályt, amely szkeptikus maradt Gaga vonzerejével szemben.” Jody Rosen a Rolling Stone-tól egy „perzselő sturm und drang-os vokális váltással rendelkező” beismerő rockballadának nevezte. A The Guardian írásában Tim Jonze azt mondta a dalról, hogy „egy Hey Jude stílusú együtt éneklést céloz meg, de végül olyan pöffeszkedő lesz, mint az Oasis All Aroung The World-je.” Kitty Empire azt írta a dalról, hogy ez Gaga „valószínűtlenül szívből jövő pillanata – talán ezzel próbálja magát elhelyezni egy tipikusan amerikai balladistának, valamint egy art-disco avatárnak sátorcövekekkel a bőre alatt”, ezzel utalva az énekesnő testén a Born This Way videóklipjében látható kitüremkedésekre.
A The Dartmouth kritikusa, Kate Sullivan azt írta, hogy a You and I Gaga eddigi legőszintébb dala lehet. Shirley Halperin a The Hollywood Reporter-tól azon elmélkedett, hogy vajon a pop rádió játszaná-e a dalt, figyelembe véve Gaga népszerűségét. Halperin úgy vélte, hogy a dal „egyfajta nagyszerűség érzetét” váltotta ki, amit „a hallgatók nem mindig kapnak meg Gaga RedOne által producerelt erősen szintetikus hangzásai során.” Ennek megfelelően úgy érezte, hogy az élő zongora, illetve Gaga és Lange háttérvokálja hozzájárultak „egy tagadhatatlanul részeges mivolthoz, míg a dalszöveg kiemeli a dal lényegét, és potenciálisan slágerré teszi.” Kerri Mason a Billboard-tól úgy érezte, hogy ennek a „country balladának”, szövegét tekintve semmi értelme nincs. A Born This Way-ről a Florida Today-nek készített kritikájában Nekesa Mumbi Moody a dalt a Speechless-hez hasonlította, amely egy hasonló tempójú szám Gaga 2009-es The Fame Monster című albumáról. Robert Copsey a Digital Spy-nak megfogalmazott írásában ötből négy csillagot adott a dalnak, és azt mondta róla, hogy „egy érzelmes szerelmes dal jellegű retro-klasszikus, tipikusan amerikai tömegeknek készült rockballada – egy olyan dal, amit Stefani büszkén nevez sajátjának.” Amy Sciarretto a Artistdirecttől összefoglalva azt írta a dalról, hogy „egy kicsit bluesosabb, mint amit a táncparkett ikonjától várnál.” Az AllMusic-tól Stephen Thomas Erlewine a dalt a Born This Way egyik fénypontjának választotta, és úgy vélte, hogy Gaga megmutatja benne sebezhetőségét.
A You and I jelölést kapott a 2012. február 12-én megtartott 54. Grammy-díjátadó gálán A legjobb szóló popénekes teljesítmény kategóriában.

## Kereskedelmi teljesítmény

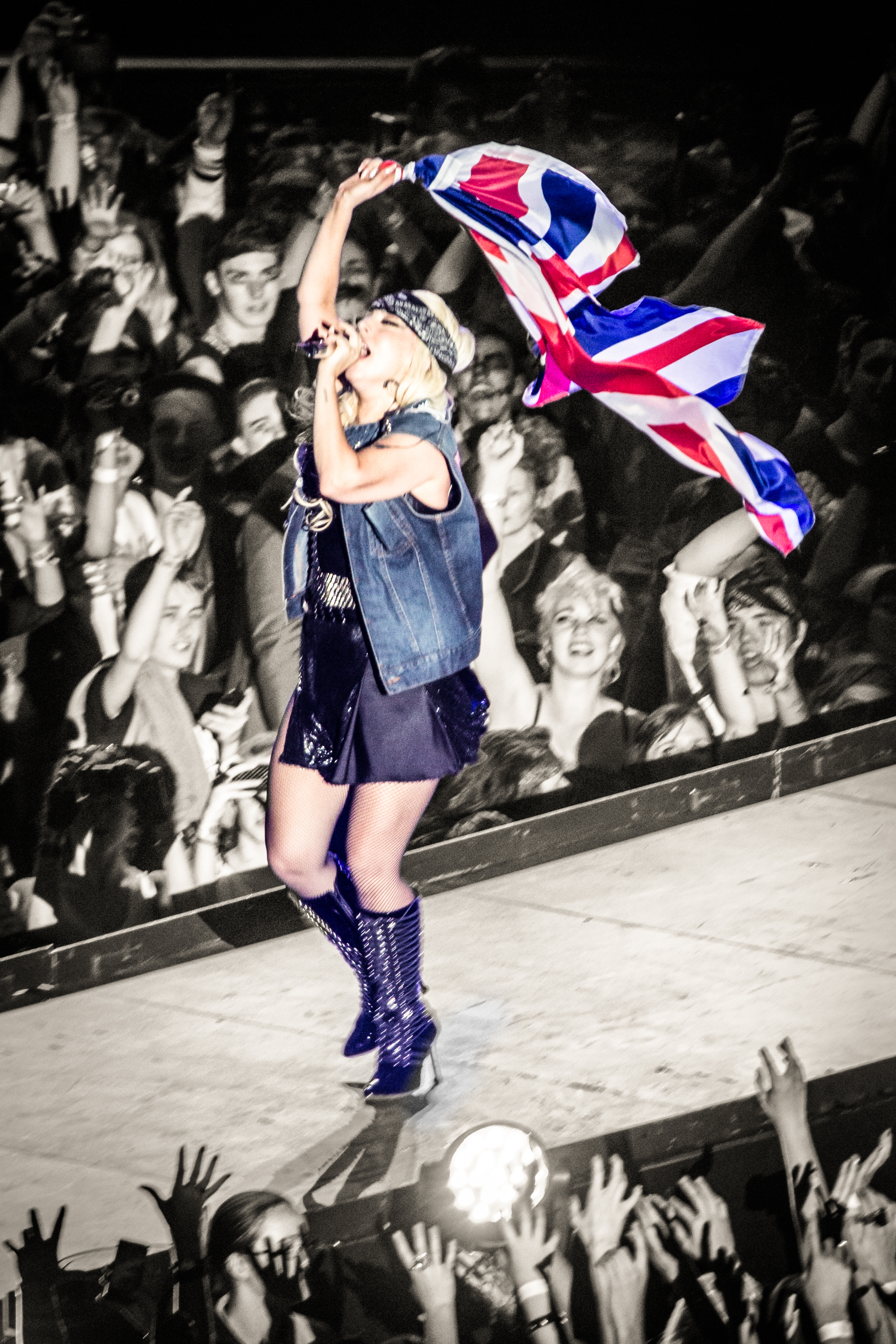
Gaga a You and I előadása közben a Born This Way Ball turné manchesteri állomásán 2012-ben

A You and I az Egyesült Államokban 2011. június 11-én a 36. helyen debütált a Billboard Hot 100 listáján 83 000 letöltéssel. A dal később 2011. augusztus 27-én a 96. helyen visszatért a Billboard Hot 100-ra, miközben 35. helyen nyitott a Pop Songs listán. A következő héten a digitális eladásokat összesítő listán szereplő dalok közül a legnagyobb javulást mutatta be, így a 24. pozícióba került 56 000 letöltéssel, emellett pedig a 35. helyre jött fel a Hot 100-on. Rádiós játszási adatai is sokat javultak, így a Radio Songs listán a legelőkelőbb pozícióban debütáló dal lett, miután az 58. helyen nyitott 22 milliós hallgatottság mellett. Miután Gaga az MTV Video Music Awards gálán előadta a dalt a 16. helyre jött fel a Hot 100-on. Amellett, hogy 92%-os növekedéssel 109 000 digitális eladást ért el, 50%-os javulással 32 milliós rádiós hallgatottságot ért el a Nielsen Broadcast Data Systems adatai szerint. A következő héten a hatodik pozíciót érte el a Hot 100-on, miután 61%-os növekedéssel 175 000 digitális kópiát értékesítettek a dalból, 32%-os javulás mellett pedig elérte a 41 milliós hallgatottságot. Ezekkel az eredményekkel negyedik lett a Digital Songs-on, és 23. a Radio Songs listán. A You and I lett Lady Gaga zsinórban tizenegyedik legjobb tíz közé került kislemeze a Hot 100-on. 2011 októberében Gaga tizedik dala lett, amely átlépte az egymilliós eladást az Egyesült Államokban. 2018 februárjáig a You and I 2,4 millió digitális letöltést ért el az Egyesült Államokban, és ezzel Gaga tizedik dala lett az országban, amely legalább kétmillió példányban kelt el. 2016 februárjában háromszoros platinalemez minősítést kapott az Amerikai Hanglemezgyártók Szövetségétől.
Kanadában a 14. helyen nyitott a Hot Digital Songs elnevezésű listán, aminek eredményeként a 27. helyen debütált a Canadian Hot 100 kislemezlistán. Később újra vissza tudott kerülni a listára a 45. pozícióba, legjobb helyezése pedig a 10. hely lett. Mielőtt hivatalosan is megjelent volna kislemezként, már akkor is jelentős digitális eladási adatokat ért el, így az 56. helyen debütált az ausztrál kislemezlistán 2011 augusztus 15-én. A következő héten feljött a 34. helyre, későbbi legjobbja pedig a 14. pozíció volt. A Born This Way album 2011. május 23-ai megjelenését követően, a dal digitális eladásainak köszönhetően a 89. helyen nyitott a brit kislemezlistán. 2011. szeptember 3-án előző heti 187. pozíciójából 70 helyet tudott javítani, végül pedig a 23. lett a legjobb helyezése. Japánban eredetileg a 98. helyen szerepelt a digitális eladásokat összesítő listán, az MTV Video Music Awards-on való fellépést követően viszont egészen a nyolcadik helyig jutott a Japan Hot 100-on.

## Videóklip

### Háttér
A You and I videóklipjét 2011 júliusában Nebraska állam Springfield városában készítették, a rendezője Lady Gaga akkori koreográfusa Laurieann Gibson volt. A videóban Gaga New York-ból egészen Nebraskáig gyalogol, hogy visszaszerezze szerelmét. Gaga elmondása szerint: „Gyalogolok csomag és semmi nélkül; csak én vagyok, a bokáim véreznek kicsit, fű ragadt a cipőmbe, és rajtam van ez az öltözék, ami afféle igazi new york-i öltözet, és szaladok... És a videó elképzelése az, hogy amikor távol vagy attól, akit szeretsz, az gyötrelem,” folytatta. „Tudtam, hogy azt akarom, hogy arról szóljon a videó, hogy visszafutok és gyalogolok több száz és ezer mérföldet, hogy visszaszerezzem őt.”
Bejelentették, hogy a videóklip Gaga Twitter felhasználójának 1000-dik üzenetével együtt jelenik meg. Gaga az MTV News-nak megerősítette, hogy a klip premierje 2011. augusztus 18-án az MTV csatornán lesz. Azonban két nappal a videó televíziós premierjét megelőzően kiszivárogtak a klip egyes részei az internetre, ami arra sarkallta az énekesnőt, hogy posztoljon három üzenetet Twitterén, amiket egybeolvasva azt kapjuk, hogy „FUCK THURS DAY”. Az üzeneteket követően azonnal következett 1000-dik Twitter üzenete, amely a „You must love all + every part of me, as must I, for this complex + incomprehensible force to be true” szöveg mellett tartalmazott egy linket a teljes videókliphez, ami így két nappal korábban került feltöltésre Gaga YouTube csatornájára a korábban tervezett premiernél. A videóban szerepel Gaga két alteregója: Jo Calderone, az énekesnő férfi énje, illetve Yüyi a sellő, akire már 2011 júliusában is utaltak, hogy megjelenik a videóban.
Miután a klip debütált az MTV csatornán, Gaga elmagyarázta a videó néhány inspirációját és jelenetét: „A videó eléggé összetett a történetmesélését tekintve, enyhén lineáris és enyhén csavart és megtévesztő akart lenni, olyan, amilyen a szerelem.” A Taylor Kinney-vel forgatott szexjeleneteket tekintve, ahol az énekesnő sellőként jelenik meg, elmondta, hogy metaforikusan azt a tényt emelte ki vele, hogy a kapcsolatok néha nem működnek. „Nem számít mit csinálsz, ott van ez az óriási határ közted, és valaki más között. Tehát erről szól, használva a fantáziádat, hogy van valami varázslatos benned, amelyet működtetni tudsz.” Miután elmondta, hogy a klipben látható esküvői ruha az édesanyjáé volt, elmagyarázta a fagylaltos autóval kapcsolatos jelenetet. Az énekesnő szerint a fiatalságának a pusztulását fejezte ki vele, élményeket, amelyeket korábbi interjúiban megosztott. Részletezve a jelenet szerepeltetését a videóban, Gaga elmondta:

„Így akartam, hogy kezdődjön a videó, mert szerintem igazán megalapozza a történet többi részét. Hozzájárul, hogy elképzeld magad, miszerint nem csak egy személy vagy; több vagy. Ennek a személynek oly sok története és emléke van amiből merít, és mind alaposan hat az utadra. Eléggé brutálisan tönkretesznek a videó elején, de a végén nem vagyok tönkretéve; egy kissé különös vagyok. A videó nem egy válasz akart lenni; egy bőséges számú kérdés akart lenni.”

### A klip története

Lady Gaga Yüyi a sellőként a You and I videóklipjében

A videóklip azzal kezdődik, hogy a fekete ruhába öltözött, napszemüveget viselő, vérző lábú, láthatóan bionikus kiegészítőkkel rendelkező Gaga egy mezőn keresztül sétál Nebraskában; gyalog tért vissza, sok évnyi távollétet követően. Gaga elmegy jégkrémet vásárolni egy fagylaltos autóhoz, azonban hirtelen elejti az édességet, amikor egy fogatlan férfi egy játékbabával a kezében rávigyorog. Ezután visszaemlékezései támadnak, a korábban Nebraskában eltöltött idejéről. Gyors egymásutánban láthatjuk Gagát esküvőjén, ahogy egy férfi megkínozza egy istállóban, és egy víztartály belsejében. Ezután ahogy elkezdődik a dal, a kamera lassan ráközelít Gagára, aki enyhén előre hajolva áll, miközben elkezd énekelni. A videóban folyamatosan váltják egymást a jelenetek, és láthatjuk Gagát egy fehér ruhába öltözve, amint egyszerű szürke hajjal zongorázik egy kukoricatábla közepén, miközben férfi alteregója, Jo Calderone a zongora tetején ül, dohányzik, és sört vedel. Ahogy Calderone feltűri a felsőjének az ujját, újra a jelenben még mindig a pusztán keresztül sétáló Gagát láthatjuk.
A második verze után a Kinney által alakított őrült tudós látszólag megkínozza a sárga ruhába öltözött, drótból készült szemüveget viselő Gagát, majd az énekesnő egy másik zöldeskék hajú énje háttértáncosaival ad elő egy koreográfiát egy istállóban. A refrén második elhangzásakor Gaga arcán és nyakán kopoltyúkkal Yüyi a sellőként jelenik meg, amint egy koszos vízzel töltött kádban fekszik. A refrén végén a kamera ráközelít egy víztartályban lévő barna hajú Gagára, miközben a You and I-t énekli a pusztai jelenetben, és Calderone-nal van a kukoricamezőben. További jelenetek ékelődnek be, amint Gaga az esküvőjén van, Yüyi a kádjában, és ahogy Gaga egy futószalagos székben ül. May gitárszólója közben Gaga ugyanolyan fehér ruhába öltözött táncosokkal táncol, miközben Yüyi és a tudós csókolóznak. Az utolsó refrén során az egyik képsorban Gaga megcsókolja Calderone-t, míg egy másikban keresztülszalad a mezőn. Ahogy a videó a végéhez közeledik, a megkínzott Gaga a futószalag bekapcsolásával elkezd lefelé csúszni. A klip végül Yüyi és a tudós a kádban való ölelkezésével végződik, amint felvillannak az álomesküvőjük képei, illetve az istálló, majd elsötétül a kép.

### A klip fogadtatása
A You and I klipjének a tervezettnél korábbi internetes megjelentetését követően pozitív kritikai visszajelzéseket kapott. Matthew Perpetua a Rolling Stone-tól úgy gondolta, hogy a videóklip fejlődés volt Gaga ezt megelőző Judas és The Edge of Glory klipjeihez képest. „A videó legjobb pillanatai egy határozottan Gagás fordulatot tesznek az Americanára és a hagyományos szerelmi történetekre,” írta Perpetua. A Billboard kritikusa, Jillian Mapes a klip láttán a helyszínnek, Nebraskának a lehető legfurcsább ábrázolásának vélte, és a következőket fogalmazta meg: „kínzóeszközök, sellőszex, egy esküvő, kikötözés egy istállóban, egy fagylaltos autó, és mindennek a tetejébe A kukorica gyermekei és vallásos felhangok belehajítva megfelelő mértékben.” A Dose-tól Leah Collins véleménye szerint „a videóklip az énekesnő számára egy nagyszerű lehetőség, hogy végre megtudja, milyen önmagával csókolóznia.” Kyle Anderson az Entertainment Weekly-től arról a jelenetről tett megjegyzést, amikor Gaga férfi alteregója oldalán zongorázik egy kukoricamezőben: „Ő csupán Stefani Joanne Angelina Germanotta, ahogy egy kukoricatábla közepén zongorázik — egy kis smárolással ráadásként, természetesen.” Gil Kaufman az MTV-től úgy vélte, Gaga nem viccelt akkor, amikor arról beszélt, hogy a videó arról a „kínzásról” szól, ami szerelmed távollétekor keletkezik: „A végtermék sérüléseire alapozva, valóban nem tréfált.”

Jocelyn Vena az MTV-től Gaga múltbéli videóinak hatásait vélte felfedezni az énekesnő különböző énjein, amiket a klip során alakít. Azt mondta:
 „amikor [Gaga] az útkereszteződésben áll egy nagy kalapban, az a Telephone-os Gagára emlékeztet. Amikor szinte smink nélkül a zongoránál ül a kukoricásban, ott van a könnyes szemű smink nélküli Gaga a Bad Romance-ből. Az esküvőjének a felvillanásai a Judas klipjében viselt esküvői ruhájára emlékeztetheti a rajongókat. A Robot Gaga arcszerkezete az Alejandro néhány steampunk kinézetét idézi fel. Ez csak néhány kikacsintás a saját videóinak múltbéli karaktereiből.”
 Devin Brown a CBS News-tól úgy érezte, Gaga végre visszatért korábbi formájához. „Néhány vizuálisan tetszetős, de általában unalmas videó után végre valami igazán jóval hozakodott elő. A You and I vitán kívül a legjobb dal a legutóbbi kiadványáról, a Born This Way-ről, és most már van egy hozzá illő videóklip is.” A Slant Magazine egyik írója megjegyezte, hogy a kiadvány vegyesen reagált a videóra, mondván, hogy az „lényegében összefüggéstelen képek gyűjteménye, amiből nem tudtunk semmit sem kihámozni.”

### Divatfilmek
2011. szeptember 1-én Gaga Twitter-felhasználóján keresztül bejelentette, hogy Inez van Lamsweerde és Vinoodh Matadin fényképész páros segítségével a dal videóklipjéhez kapcsolódóan öt „divatfilmet” forgatott. A kisfilmekben a klipben látható karakterek szerepében látható az énekesnő: Jo Calderone-ként (Gaga férfi alteregója), Yüyi a sellőként, a Nimfaként, a Menyasszonyként végül pedig az Istálló Prosti és Édesanyaként. Az üzenet után Gaga megjelentette az első videót „Haus of Ü featuring Nymph” címmel. A két perces fekete-fehér videóban a csak kevés sminket viselő Gaga egy rövid dresszben egy balett koreográfiát ad elő. Miközben szél fúj körülötte, az énekesnő elmélyülten néz a kamera felé, a vágókép színes. A második kisfilmben az eredeti klip nyitórészében látható menyasszonyként jelenik meg. Ebben a divatfilmben leveti a klipben is látható ruháját és parókáját. A videó végére a meztelen felsőtesttel látható énekesnő karjaival takarja kebleit. A kisfilmben megjelenik több Gagának öltözött rajongó, Taylor Kinney a videóklipből és az énekesnő stílustanácsadója, Nicola Formichetti. A harmadik divatfilmben az énekesnő Yüyi a sellőként látható. Egy rendezői székben ül, és az uszonyát csapkodja. Továbbá látható, ahogy a sellőnek öltözött Gagát két stábtag az eredeti klip színhelyéül szolgáló istálló felé viszi. Formichetti ebben a videóban is feltűnik. 2012 márciusában Jo Calderone szereplésével jelent meg a negyedik videó Gaga YouTube csatornáján. Végezetül 2012 augusztusában ismét Taylor Kinney vendégszereplésével a „Haus of Ü featuring Barn Hooker and Mother” című ötödik kisfilmet is hivatalosan bemutatták.

## Élő előadások

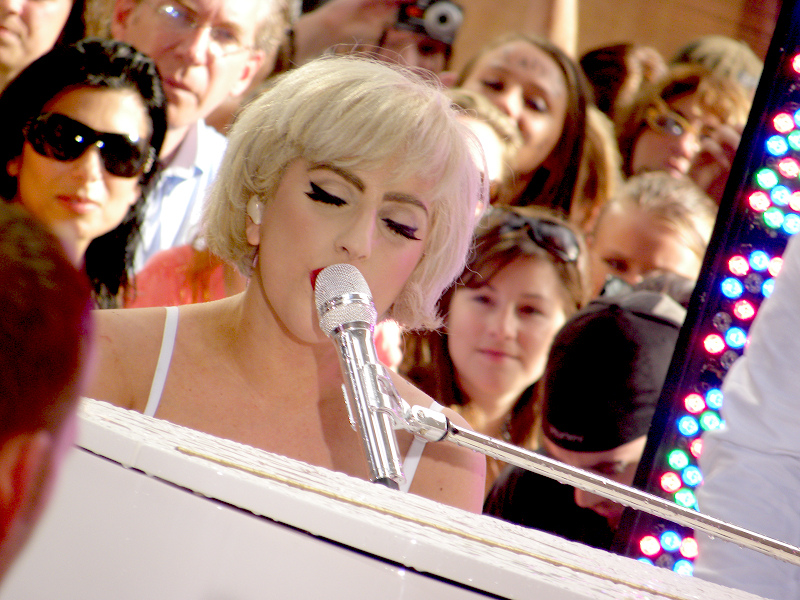
Gaga a You and I-t adja elő a Today show-ban 2010. július 9-én

A You and I első előadása után Elton John White Tie and Tiara Ballján, 2010. július 9-én Gaga élőben adta elő a dalt a Today című televíziós műsorban, a becslések szerint 18 000–20 000 fős tömeg előtt, amely a Rockefeller Plaza addigi legnagyobb közönsége volt. Legközelebb 2010. július 31-én, a Monster Ball turné phoenixi állomásán adta elő, ahol Gaga az arizonai SB 1070-es bevándorlási törvény ellen tiltakozott – amely előírja, hogy az állami rendőrök „minden olyan személyt kikérdezzenek, akiről feltételezik, hogy illegális bevándorló, és bebörtönözzenek minden olyan külföldit, aki nem rendelkezik a négy elfogadott igazolvány egyikével” –, és a You and I előadását egy fiúnak ajánlotta, akinek a családját érintette a törvény. Gaga 2011. május 5-én a The Oprah Winfrey Show-ban adta elő a szám albumváltozatát, egy magasított ülésen ülve és egy drótokból készült magas sarkú cipő mintájára épített zongorán játsszva. A dal végén elektromos gitár is megszólalt, valamint dalszövegébe beleszőtte Oprah nevét.
A dal szerepelt az HBO televíziós különkiadásának, a Lady Gaga Presents the Monster Ball Tour: At Madison Square Gardennek a setlistjén, amelyet eredetileg 2011. május 7-én sugároztak az Egyesült Államokban. Gaga You and I előadását az HBO különkiadásából leadták az American Idol-ban, aznap este, miután ő mentorálta a négy megmaradt versenyzőt, és egy héttel Haley Reinhart előadását követően. 2011. május 18-án a Radio 1’s Big Weekend című rendezvényen a You and I jazzes verzióját adta elő a Cumbria megyei Carlisle-ban. A dal albumverziójának harmadik előadása a Paul O’Grady Live show-ban volt Londonban, 2011. június 17-én. A néhai Gianni Versace ruháját viselő Gaga egy New York által inspirált tűzlépcső tetején ült, ahonnan elénekelte a dalt. Ryan Love a Digital Spy munkatársának lehetősége volt előzetesen megnézni a show felvételét, és azt mondta, hogy „igazi csemege” volt hallani Gagát énekelni. 2011 augusztusában Gaga a The View című amerikai televíziós talkshow-ban adta elő a You and I-t. 2011. augusztus 28-án Gaga részt vett a 2011-es MTV Video Music Awards-on Jo Calderone-nak öltözve. Calderone-ként egy négyperces monológgal nyitotta meg a műsort, amelyben megromlott kapcsolatát magyarázta Gagával. A monológot követően Brian May-jel kiegészülve a színpadon előadták a You and I-t. 2011. október 6-án a The Jonathan Ross Show-ban készített egy előre felvett interjút és előadást a kislemezről. Később, 2011. október 16-án a Los Angeles-i Hollywood Bowlban adott koncertjén adta elő a dalt a Clinton Foundation számára.

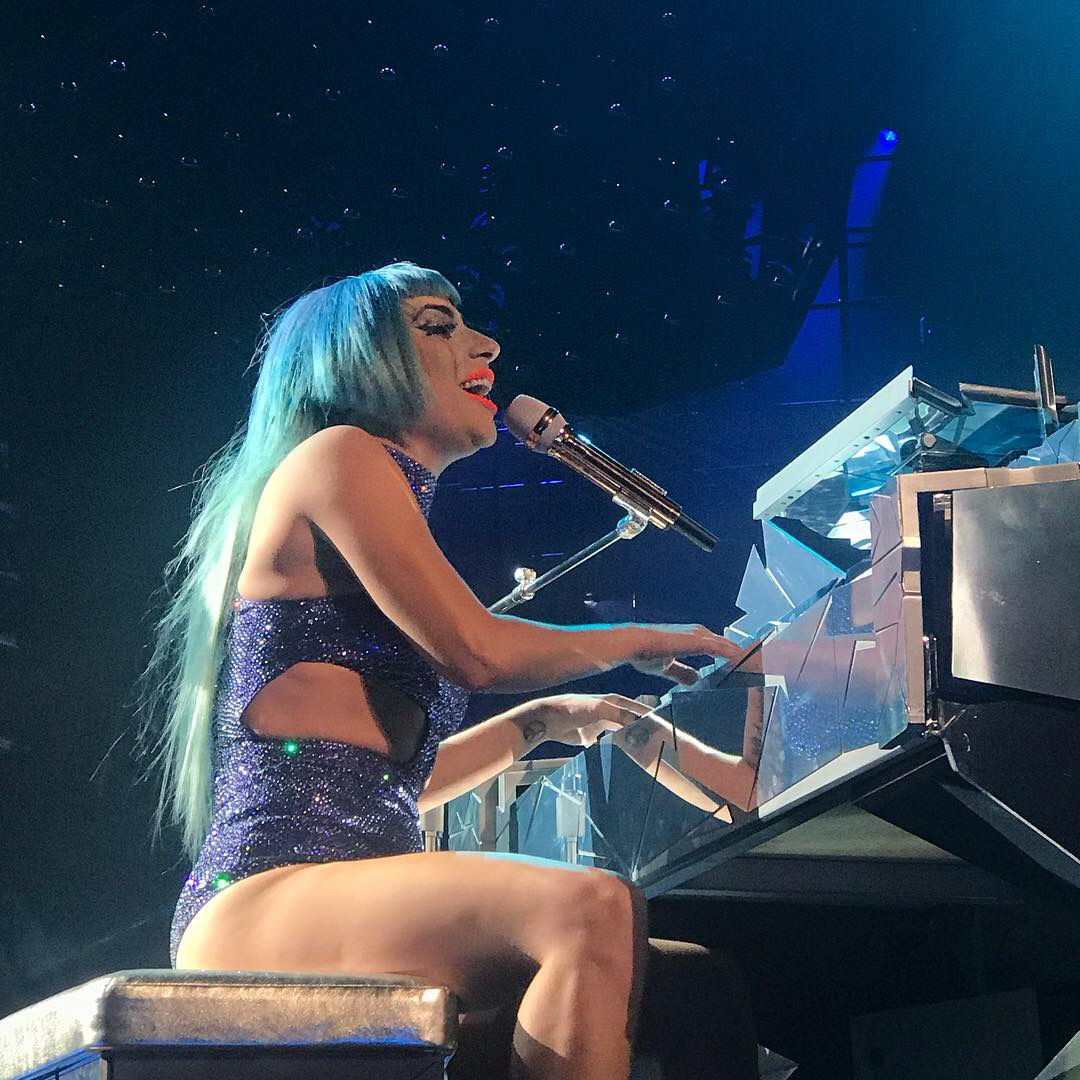
Gaga a You and I előadása közben Enigma elnevezésű Las Vegas-i koncertrezidenciája során

Az ABC A Very Gaga Thanksgiving című különkiadásában az énekesnő egy „zongora és trombita hangszereléssel” alátámasztva adta elő a dalt. November 30-án, a CBS The Grammy Nominations Concert Live! – Countdown to Music’s Biggest Night című különkiadásán – ahol nyilvánosságra hozták az 54. Grammy-díj jelöléseit – Gaga a Sugarland nevű country együttes Jennifer Nettlesével együtt adta elő a You and I-t, miközben Kristian Bush gitározott. Az előadás során az alkalomhoz illően megváltoztatta a szöveget: „With your high cowboy boots on. Oh Sugarland, it’s been six whole years.” A dalt a Born This Way Ball turnéján (2012–2013) úgy adta elő, hogy zongorán játszotta el, mielőtt körbefutotta a színpadot. A korábbi koncertturnékhoz hasonlóan a zongora, amelyet egy motorkerékpárral olvasztott össze, egy kidolgozott kellék volt, amely a Born This Way glam metal témájához illeszkedve kötődött a show témájához. A dal a Roseland Ballroomban tartott 2014-es koncertrezidencia-showjának setlistjén is szerepelt.
2016 júliusában Gaga a You and I című dalt adta elő a „Camden Rising” koncerten a New Jersey állambeli Camdenben, a BB&T Pavilionban, amely a 2016-os Demokrata Nemzeti Konvenció keretein belül zajlott. A dal előadása később bekerült a Gaga: Five Foot Two (2017) című dokumentumfilmjébe. 2017-ben Gaga a Coachella fesztiválon adott mindkét koncertje alatt előadta a dalt, és szerepelt a Deep From the Heart: The One America Appeal jótékonysági koncerten Texasban, ahol Jimmy Carter, George H. W. Bush, Bill Clinton, George W. Bush és Barack Obama korábbi amerikai elnökökkel, valamint más előadókkal együtt gyűjtött pénzt a Harvey, Irma és Maria hurrikánok áldozatainak. Utóbbi során megváltoztatta a dalszöveget, hogy minden egyes elnököt megszólítson a dallal. Gaga a dalt a 2018–2020-as Las Vegas-i koncertrezidenciáján, az Enigmán is előadta. 2020. november 2-án Gaga a You and I-t a Shallow-val együtt adta elő Joe Biden elnökjelölt utolsó kampánygyűlésén a pennsylvaniai Pittsburghben.

## Feldolgozások
A Born This Way megjelenése előtt az American Idol tízedik évadának versenyzője, Haley Reinhart a You and I című dalt énekelte a „Songs from Now and Then” című epizód két előadásának egyikeként. Jimmy Iovine, Gaga lemezkiadójának vezetője kérvényezte a dalt, Reinhart pedig még az előadás előtt megkapta az engedélyét. A Reinhart előadásáról szóló kritikák többnyire pozitívak voltak. Len Melisurgo a The Star-Ledger-től kockázatos választásnak tartotta, mivel a dal még nem jelent meg, de elismerte, hogy Reinhart „elképesztően szólt”, mivel „néhány igazán magas hangot” ütött meg. Brian Mansfield a USA Today-től úgy jellemezte Reinhart előadását, mint egy „régimódi dance-hall groove-ot, olyasmit, mint egy 70-es évek közepi Elton John-szám. Tökéletesen illik hozzá az a ravasz dörmögés, ami annyira jellegzetes része Haley stílusának. A dal végére egy gospel stílusú rockerré alakítja, és a színpadra viszi a dalt”. Mansfield azt is megjegyezte, hogy az American Idol zsűritagjai – Randy Jackson, Jennifer Lopez és Steven Tyler – pozitívan reagáltak rá. Ezzel szemben Jim Farber, a New York Daily News munkatársa kockázatosnak tartotta a választást, és hálás volt, amikor Reinhart egy ismertebb dalt adott elő a második fordulóban. 2011. május 5-én Reinhart You and I című stúdiófelvétele digitális kislemezként jelent meg az iTunes Store-ban, és megjelent az American Idol Top 5 Season 10 című válogatásalbumon. Mansfield, akinek kezdetben kétségei voltak Reinharttal, mint énekesnővel kapcsolatban, megdicsérte a szám stúdiófelvételét, és úgy érezte, hogy „ha még 10 ilyen jó dalt tudna szerezni, amikor eljön a felvétel ideje, akkor minden kezdeti kételyem ezzel a lánnyal kapcsolatban el fog tűnni a semmibe.”
Amelia Lily brit énekesnő 2011 novemberében feldolgozta a dalt, amikor a The X Factor című brit tehetségkutató műsorban szerepelt. 2011. november 15-én a Glee – Sztárok leszünk! című zenés tévésorozatban a „Mash Off” című epizódban Matthew Morrison és Idina Menzel (mint Will Schuester és Shelby Corcoran) Gaga You and I,valamint Eddie Rabbitt és Crystal Gayle You and I című dalának egyvelegét adták elő. A mash-up 23 000 digitális letöltéssel a Billboard Hot 100 listáján a 69. helyen debütált a 2011. december 3-i számban.
2021. június 25-én Ben Platt kiadta a dal feldolgozását a Born This Way album tizedik évfordulós kiadásának részeként.

## A kislemez dalai
| Digitális letöltés 1. You and I (Radio Edit) [Main] – 4:06 2. You and I (Mark Taylor Radio Edit) – 3:55 CD kislemez 1. You and I (Radio Edit) – 4:07 2. You and I (Mark Taylor Radio Edit) – 3:56 Brit 7"-es képes hanglemez 1. You and I (Wild Beasts Remix) – 3:51 2. You and I (Metronomy Remix) – 4:20 | You and I – The Remixes 1. You and I (Wild Beasts Remix) – 3:51 2. You and I (Mark Taylor Remix) – 5:02 3. You and I (10 Kings Remix) – 4:29 4. You and I (ATB Remix) – 8:08 5. You and I (Metronomy Remix) – 4:20 6. You and I (Danny Verde Remix) – 7:48 7. You and I (Hector Fonseca Remix) – 8:03 |

## Közreműködők
Közreműködők listája a Born This Way albumfüzete alapján.
Felvétel és menedzsment
- Felvétel: Warehouse Productions (Omaha, Nebraska), Allertown Hill (Egyesült Királyság)
- Masztering: Oasis Mastering (Burbank, Kalifornia)
- Tartalmazza a Brian May által írt We Will Rock You című szerzemény elemeit, amelyet eredetileg a Queen együttes vett fel
- Kiadta: Stefani Germanotta P/K/A Lady Gaga, Sony/ATV Songs LLC, House of Gaga Publishing Inc., GloJoe Music Inc. és Sony/ATV Music Publishing
- Interscope Records, az UMG Recordings, Inc. részlege
- Brian May a Hollywood Records (az amerikai és kanadai forgalmazásért) és a Universal International (a világszintű forgalmazásért) jóvoltából jelenik meg

Zenészek
- Lady Gaga –  vokál, dalszerző, producer, háttérvokál, zongora és billentyűs hangszerek
- Robert John "Mutt" Lange – producer, háttérvokál, hangkeverés
- Tom Ware and Horace Ward – felvétel
- Olle Romo – számítógép generálta hangok, felvétel
- Brian May – elektromos gitár
- Justin Shirley Smith – gitár felvétel
- Gene Grimaldi – maszterelés

## Helyezések
| Lista (2011–2013)                      | Legjobb helyezés |
| -------------------------------------- | ---------------- |
| Ausztrália (ARIA)                      | 14               |
| Ausztria (Ö3 Austria Top 40)           | 8                |
| Belgium (Ultratip Flanders)            | 4                |
| Belgium (Ultratip Wallonia)            | 4                |
| Brazília (Billboard Brasil)            | 19               |
| Kanada (Canadian Hot 100)              | 10               |
| Kanada AC (Billboard)                  | 22               |
| Kanada CHR/Top 40 (Billboard)          | 17               |
| Kanada Hot AC (Billboard)              | 3                |
| Csehország (Rádio Top 100 Oficiální)   | 26               |
| Franciaország (Single Top 100)         | 98               |
| Németország (Media Control Charts)     | 21               |
| Magyarország (Mahasz)                  | 24               |
| Izland (Tónlistinn)                    | 20               |
| Írország (IRMA)                        | 32               |
| Israel (Media Forest)                  | 5                |
| Olaszország (FIMI)                     | 19               |
| Japán (Japan Hot 100)                  | 8                |
| Libanon (The Official Lebanese Top 20) | 5                |
| Hollandia (Dutch Top 40 Tipparade)     | 2                |
| Hollandia (Single Top 100)             | 83               |
| Új-Zéland (Recorded Music NZ)          | 5                |
| Skócia (Scottish Singles Top 40)       | 18               |
| Szlovákia (Rádio Top 100 Oficiálna)    | 18               |
| Dél-Korea Nemzetközi dalok (Gaon)      | 66               |
| Svájc (Schweizer Hitparade)            | 32               |
| Egyesült Királyság (UK Singles Chart)  | 23               |
| US Billboard Hot 100                   | 6                |
| US Adult Contemporary (Billboard)      | 15               |
| US Adult Top 40 (Billboard)            | 6                |
| US Hot Dance Club Songs (Billboard)    | 1                |
| US Mainstream Top 40 (Billboard)       | 7                |
| Venezuela Record Report                | 67               |

| Lista (2011)                        | Helyezés |
| ----------------------------------- | -------- |
| Kanada (Canadian Hot 100)           | 65       |
| Egyesült Királyság (OCC)            | 170      |
| US Billboard Hot 100                | 71       |
| US Adult Pop Songs (Billboard)      | 41       |
| US Hot Dance Club Songs (Billboard) | 45       |
| US Pop Songs (Billboard)            | 45       |

| Lista (2012)                            | Helyezés |
| --------------------------------------- | -------- |
| US Adult Contemporary Songs (Billboard) | 48       |

## Minősítések és eladási adatok
| Régió | Minősítés  | Eladott példányszám |
| --- | ---------- | ------------------- |
| Ausztrália (ARIA) | 2× platina | 140 000‡            |
| Brazília (Pro-Música Brasil)                                                                                            | 3× platina | 180 000‡            |
| Új-Zéland (RMNZ) | arany      | 7 500*              |
| Egyesült Királyság (BPI)                                                                                                | ezüst      | 200 000‡            |
| Egyesült Államok (RIAA)                                                                                                 | 3× platina | 3 000 000‡          |
| * Eladási példányszámok kizárólag a minősítés alapján. ‡ Eladási+streaming példányszámok kizárólag a minősítés alapján. |            |                     |

## Megjelenési történet
| Régió              | Dátum                | Formátum              | Változat(ok)                      | Kiadó(k)                      | For.    |
| ------------------ | -------------------- | --------------------- | --------------------------------- | ----------------------------- | ------- |
| Egyesült Államok   | 2011. augusztus 23.  | Kortárs slágerrádió   | Eredeti                           | Streamline KonLive Interscope | [ 159 ] |
| Olaszország        | 2011. szeptember 2.  | Rádiós megjelenés     | Eredeti                           | Universal                     | [ 160 ] |
| Világszerte        | 2011. szeptember 18. | Digitális letöltés    | Remixek                           | Interscope                    | [ 116 ] |
| Egyesült Királyság | 2011. szeptember 18. | Digitális letöltés    | Eredeti                           | Streamline KonLive Interscope | [ 161 ] |
| Egyesült Királyság | 2011. szeptember 26. | 7"-es képes hanglemez | Wild Beasts remix Metronomy remix | Streamline KonLive Interscope | [ 115 ] |
| Németország        | 2011. szeptember 30. | CD                    | Eredeti                           | Interscope                    | [ 114 ] |
| Világszerte        | 2012. december 18.   | Digitális letöltés    | Jazz                              | Universal                     | [ 162 ] |

## Fordítás
Ez a szócikk részben vagy egészben  a   You and I (Lady Gaga song) című angol Wikipédia-szócikk fordításán alapul.  Az eredeti cikk szerkesztőit annak laptörténete sorolja fel. Ez a jelzés csupán a megfogalmazás eredetét és a szerzői jogokat jelzi, nem szolgál a cikkben szereplő információk forrásmegjelöléseként.